# Мбойо, Иломбе
Иломбе Мбойо (нидерл. Ilombe Mboyo; родился 22 апреля 1987 года в Киншасе, ДР Конго) — бельгийский и конголезский футболист, нападающий клуба «Виртон».

## Клубная карьера
Мбойо — воспитанник клубов «Андерлехт», «Брюгге» и «Шарлеруа». 13 декабря 2008 года в матче против «Генка» он дебютировал в Жюпиле лиге в составе последнего. 8 февраля 2009 года в поединке против «Брюгге» Иломбе забил свой первый гол за «Шарлеруа». Летом 2010 года он перешёл в «Кортрейк». 31 июля в матче против «Брюгге» Иломбе дебютировал за новую команду. 25 сентября в поединке против «Серкль Брюгге» Мбойо забил свой первый гол за «Кортрейк».
В начале 2011 года Иломбе присоединился к «Генту». 4 февраля в матче против «Льерса» он дебютировал за новый клуб. 13 февраля в поединке против своего бывшего клуба «Кортрейка» Мбойо забил свой первый гол за «Гент».
Летом 2013 года Иломбе перешёл в «Генк», хотя им активно интересовался английский «Вест Хэм Юнайтед». Сумма трансфера составила 4,5 млн евро. 27 июля в матче против «Васланд-Беверен» он дебютировал за новую команду. 4 августа в поединке против «Мехелена» Мбойо забил свой первый гол за «Генк». В начале 2015 года Иломбе перешёл в швейцарский «Сьон».

## Международная карьера
16 октября 2012 года в отборочном матче чемпионата мира 2014 года против сборной Шотландии Мбойо дебютировал за сборную Бельгии, заменив во втором тайме Кристиана Бентеке.